# هيساتاكا فوجكاوا
هيساتاكا فوجِكاوا (باليابانية: 藤川 久孝) (مواليد 1 مايو 1964)، هو لاعب كرة قدم ياباني سابق كان يلعب كلاعب وسط.

## وصلات خارجية
- هيساتاكا فوجكاوا على موقع رابطة كرة القدم اليابانية للمحترفين (اليابانية)
- هيساتاكا فوجكاوا على موقع عالم كرة القدم.نت (الإنجليزية)